# Modeselektor
Modeselektor és un duet de músics, productors i discjòqueis de Berlín, format per Gernot Bronsert (1978) i Sebastian Szary (1975). El seu estil combina el techno, la música hip-hop i l'electro. També formen part del grup Moderat, resultat de la unió amb el músic Sascha Ring «Apparat».
El 2009, va fundar el seu propi segell anomenat Monkeytown Records, que va publicar els àlbums Monkeytown i Who Else, així com el segon i tercer disc de Moderat. Ara el segell compta amb gairebé 100 referències d'artistes com FJAAK, Shed, Siriusmo i Dark Sky, entre d'altres.

## Discografia

### Àlbums
- Hello Mom! (2005)
- Happy Birthday! (2007)
- Moderat (2009)
- Monkeytown (2011)
- II (2013)
- III (2016)
- Live (2016)
- Who Else (2019)
- Extended (2021)
- Mean Friend (2021)

### EP
- In Loving Memory (2002)
- Death Medley (2002)
- Ganes de Frau (2003)
- Turn Deaf (2004)
- Hello Mom! The Remixes (2006)
- The Dark Side Of The Sun (2007)
- Happy Birthday! Remixed #1 (2008)
- Happy Birthday! Remixed #2 (2008)
- Happy Birthday! Remixed #3 (2009)
- Rusty Nails (2009)
- Seamonkey (2009)
- Moderat unofficial Remixes (2009)
- Art & Cash Remixed #1 (2010)